# Selección de fútbol de Tayikistán
La selección de fútbol de Tayikistán (en tayiko: тими миллии Тоҷикистон, en persa: تیم ملی تاجیکستان‎) es el equipo nacional de ese país, y está coordinado por la Federación de Fútbol de Tayikistán, perteneciente a la AFC. Después de la desaparición de la Unión Soviética jugaron su primer partido contra Uzbekistán el 17 de junio de 1992.

## Historia
No participó en los torneos clasificatorios de los mundiales hasta Francia 1998, en los que después de cuatro victorias cayó frente a China. El logro internacional más destacado en su historia es el título de la Copa Desafío de la AFC en 2006 superando a Sri Lanka en Daca.

### Mundial Sub-17 2007
En la Copa Mundial de Fútbol Sub-17 de 2007 la selección sub-17 de Tayikistán se encontró en el grupo E junto a Estados Unidos, Túnez y Bélgica. En el primer partido se enfrentó a la selección de Estados Unidos, el partido terminó 4 a 3 a favor de los asiáticos. Compartiendo la punta con Túnez, Tayikistán enfrentó a los belgas con un resultado de 0-1 a favor de Bélgica (El gol fue marcado a los 92' por Cristian Benteke). Tres horas previas a este encuentro Estados Unidos fue derrotado por Túnez 3 a 1. En los dos últimos partidos el Grupo E Bélgica enfrentaba a Estados Unidos y los africanos a Tayikistán.

Al ganar los EE. UU a Bélgica, Tayikistán tuvo la posibilidad de clasificar en segundo puesto con una victoria o empate. Tayikistán mantuvo el empate a cero hasta el minuto 83 cuando Msakni abre el marcador para Túnez. El partido termina con un 1-0 a favor de Túnez y Tayikistán calculando las posibilidades de pasar como mejor tercero. Tayikistán logra pasar como último mejor tercero gracias a la diferencia de un gol ante Japón (-2) y Corea del Sur (-2) dado que el conjunto tayiko tiene -1 en diferencia de gol. El partido de octavos de final enfrenta al Perú. El conjunto rojiblanco a los 13' de la mano de Reimond Manco domina el marcador 1-0; la alegría peruana no duró mucho ya que en el minuto 15 Davronov marca el empate. El partido empatado 1-1 cuando el árbitro pita el final de la prórroga yendo estos dos equipos a penales. Perú se impone en los penales con un sabor amargo 5-4 (solo Vasiev falló el penal) pasando los sudamericanos a cuartos de final. Pese a la derrota ante el Perú todo Tayikistán explotó de júbilo ante tan maravillosa selección sub-17 que más tarde varios de ellos integrarán la selección mayor de Tayikistán.

### Clasificatorias Mundialistas
La primera participación de la Selección de Tayikistán en las clasificatorias para una Copa Mundial de Fútbol fue en 1998 luego de la desintegración de la U.R.S.S y por su decisión de no participar en las clasificatorias de Copa Mundial de Fútbol de 1994, les tocó jugar en el grupo 8 de la Clasificación de AFC para la Copa Mundial de Fútbol de 1998 junto con China, Turkmenistán y Vietnam; en donde se clasificaba a la siguiente ronda solo el primer lugar, peleó fuertemente con China por el pase y aún incluso de terminar con 4 partidos ganados y un empatado, gracias a la única derrota que tuvieron con China de local 0-1 fueron eliminados.
Para la Copa Mundial de fútbol de 2002 celebrado en Corea del Sur y Japón le tocó jugar la primera fase de la Clasificación de AFC para la Copa Mundial de Fútbol de 2002 en el grupo 2, de tan solo 3 participantes, junto con Irán y Guam, todos los partidos fueron jugados en Tabriz, Irán. Aunque le ganó con abultado marcador a Guam (16-0) su derrota frente a los locales por 2-0 fue decisiva para que nuevamente fueran eliminados en primera ronda.
En la Clasificación de AFC para la Copa Mundial de Fútbol de 2006 a Tayikistán, le tocó jugar en nuevo formato de Primera fase a partido de ida y vuelta contra la Selección de Selección de fútbol de Bangladés ganando ambos cotejos con igual marcador (0-2 y 2-0), y por primera vez en su historia avanzaron a la segunda ronda donde jugando en un grupos de 4 donde solo clasifica el primero le tocó medirse ante Siria, Kirguistán y Baréin en donde solo ganó dos encuentros, ambos ante Kirguistán, empató uno y perdió el resto terminando en 3.er lugar del grupo, solo arriba de Kirguistán y siendo eliminado de la Copa Mundial.
Para la Clasificación de AFC para la Copa Mundial de Fútbol de 2010 por azares del destino les tocó enfrentarse nuevamente ante la Selección de fútbol de Bangladés y terminó de la misma forma que la clasificatoria anterior, avanzando, pero ahora con marcadores de 1-1 y 5-0. En la segunda ronda le tocó enfrentarse ante la Selección de Singapur donde perdió de visita 2-0 en la ciudad de Singapur y en la vuelta empataron 1-1 en la ciudad de Dusambé, quedando eliminado nuevamente de la competición.
Para la Copa Mundial de Fútbol de 2014 gracias a sus avances en su fútbol y en el Ranking FIFA les tocó jugar su primer partido hasta la segunda ronda contra Siria, en el partido de ida disputado en Amán, Jordania, perdieron por marcador de 2-1 y en el de vuelta de locales en Tursunzoda perdieron por alarmante marcador de 0-4, quedando momentáneamente eliminados del torneo. Pero en esos partidos disputados, la Selección Siria uso un jugador inilegible para los encuentros y la resolución de la FIFA el 17 de agosto de 2011 fue descalificar a Siria y en su lugar darle la clasificación a Tayikistán. En la tercera fase, se enfrentó contra potencias de la zona asiática como son Japón, Uzbekistán y Corea del Norte, quedando en último lugar de su grupo y siendo eliminado en esta ronda.
Para la Copa Mundial de Fútbol de 2018 poco se puede destacar, solo consiguió sumar ante Kirguistán en un empate, y logró sumar otro empate ante Bangladés y también una victoria, también cabe destacar que perdió por un abultado 7-0 a manos de Australia.
En la Clasificación para la Copa Asiática 2019, (que fue unificada con la Clasificación de AFC para la Copa Mundial de Fútbol de 2018), estuvo cerca de clasificar, a pesar del fracaso en la clasificatoria al Mundial (terminó cuarto de cinco equipos en el grupo B), clasificó a la tercera ronda de la clasificatoria a la Copa Asiática, tras derrotar 6-0 en el global a Bangladés. Fue ubicado en el grupo F con Filipinas, Nepal y Yemen. Comenzó perdiendo 2-1 con Yemen, luego perdió 3-4 con Filipinas, y reapuntó al derrotar 2-1 y 3-0 a Nepal, pero luego quedó casi eliminado al empatar 0-0 con Yemen de local, donde debía ganarle a Filipinas para clasificar en la última fecha. Comenzó ganando con un gol de Akhtam Nazarov de penal, en el minuto 64, pero Filipinas remontó con goles de Kevin Ingreso en el minuto 74, y de Phil Younghusband, en el minuto 91 de penal, quedando eliminado tras quedar tercero con 7 puntos, detrás de Filipinas con 12 puntos y de Yemen con 10.

## Últimos partidos y próximos encuentros
Actualizado al último partido jugado el 10 de junio de 2025
| Fecha      | Ciudad       | Local          | Resultado | Visitante      | Competición                      |
| ---------- | ------------ | -------------- | --------- | -------------- | -------------------------------- |
| 11-06-2024 | Dusambé      | Tayikistán     | 3:0       | Pakistán       | Clasificación Copa Mundial 2026  |
| 04-09-2024 | Kuala Lumpur | Tayikistán     | 0:1       | Líbano         | Torneo Merdeka 2024              |
| 08-09-2024 | Kuala Lumpur | Tayikistán     | 0:0       | Filipinas      | Torneo Merdeka 2024              |
| 11-10-2024 | Songkhla     | Tayikistán     | 0:1       | Siria          | King's Cup 2024                  |
| 14-10-2024 | Songkhla     | Filipinas      | 3:0       | Tayikistán     | King's Cup 2024                  |
| 13-11-2024 | Dusambé      | Tayikistán     | 4:0       | Nepal          | Partido amistoso                 |
| 19-11-2024 | Dusambé      | Tayikistán     | 3:1       | Afganistán     | Partido amistoso                 |
| 20-03-2025 | Dusambé      | Tayikistán     | 0:5       | Bielorrusia    | Partido amistoso                 |
| 25-03-2025 | Dusambé      | Tayikistán     | 1:0       | Timor Oriental | Clasificación Copa Asiática 2027 |
| 05-06-2025 | Nom Pen      | Camboya        | 1:2       | Tayikistán     | Partido amistoso                 |
| 10-06-2025 | Capas        | Filipinas      | 2:2       | Tayikistán     | Clasificación Copa Asiática 2027 |
| 01-09-2025 | Hisor        | Afganistán     | -:-       | Tayikistán     | Copa CAFA 2025                   |
| 04-09-2025 | Hisor        | Tayikistán     | -:-       | Irán           | Copa CAFA 2025                   |
| 09-10-2025 | Dusambé      | Tayikistán     | -:-       | Maldivas       | Clasificación Copa Asiática 2027 |
| 14-10-2025 | Malé         | Maldivas       | -:-       | Tayikistán     | Clasificación Copa Asiática 2027 |
| 18-11-2025 | TBD          | Timor Oriental | -:-       | Tayikistán     | Clasificación Copa Asiática 2027 |

## Estadísticas

### Copa Mundial de Fútbol
| Copa Mundial de Fútbol | Copa Mundial de Fútbol      | Copa Mundial de Fútbol      | Copa Mundial de Fútbol      | Copa Mundial de Fútbol      | Copa Mundial de Fútbol      | Copa Mundial de Fútbol      | Copa Mundial de Fútbol      |
| Año                    | Ronda                       | J                           | G                           | E                           | P                           | GF                          | GC                          |
| ---------------------- | --------------------------- | --------------------------- | --------------------------- | --------------------------- | --------------------------- | --------------------------- | --------------------------- |
| 1930 - 1990            | Parte de la Unión Soviética | Parte de la Unión Soviética | Parte de la Unión Soviética | Parte de la Unión Soviética | Parte de la Unión Soviética | Parte de la Unión Soviética | Parte de la Unión Soviética |
| 1994                   | No participó                | No participó                | No participó                | No participó                | No participó                | No participó                | No participó                |
| 1998                   | No clasificó                | No clasificó                | No clasificó                | No clasificó                | No clasificó                | No clasificó                | No clasificó                |
| 2002                   | No clasificó                | No clasificó                | No clasificó                | No clasificó                | No clasificó                | No clasificó                | No clasificó                |
| 2006                   | No clasificó                | No clasificó                | No clasificó                | No clasificó                | No clasificó                | No clasificó                | No clasificó                |
| 2010                   | No clasificó                | No clasificó                | No clasificó                | No clasificó                | No clasificó                | No clasificó                | No clasificó                |
| 2014                   | No clasificó                | No clasificó                | No clasificó                | No clasificó                | No clasificó                | No clasificó                | No clasificó                |
| 2018                   | No clasificó                | No clasificó                | No clasificó                | No clasificó                | No clasificó                | No clasificó                | No clasificó                |
| 2022                   | No clasificó                | No clasificó                | No clasificó                | No clasificó                | No clasificó                | No clasificó                | No clasificó                |
| 2026                   | No clasificó                | No clasificó                | No clasificó                | No clasificó                | No clasificó                | No clasificó                | No clasificó                |
| 2030                   | Por definirse               | Por definirse               | Por definirse               | Por definirse               | Por definirse               | Por definirse               | Por definirse               |
| 2034                   | Por definirse               | Por definirse               | Por definirse               | Por definirse               | Por definirse               | Por definirse               | Por definirse               |
| Total                  | 0/23                        | -                           | -                           | -                           | -                           | -                           | -                           |

### Copa Asiática
| Copa Asiática | Copa Asiática               | Copa Asiática               | Copa Asiática               | Copa Asiática               | Copa Asiática               | Copa Asiática               | Copa Asiática               |
| Año           | Ronda                       | J                           | G                           | E                           | P                           | GF                          | GC                          |
| ------------- | --------------------------- | --------------------------- | --------------------------- | --------------------------- | --------------------------- | --------------------------- | --------------------------- |
| 1956 - 1988   | Parte de la Unión Soviética | Parte de la Unión Soviética | Parte de la Unión Soviética | Parte de la Unión Soviética | Parte de la Unión Soviética | Parte de la Unión Soviética | Parte de la Unión Soviética |
| 1992          | No participó                | No participó                | No participó                | No participó                | No participó                | No participó                | No participó                |
| 1996          | No clasificó                | No clasificó                | No clasificó                | No clasificó                | No clasificó                | No clasificó                | No clasificó                |
| 2000          | No clasificó                | No clasificó                | No clasificó                | No clasificó                | No clasificó                | No clasificó                | No clasificó                |
| 2004          | No clasificó                | No clasificó                | No clasificó                | No clasificó                | No clasificó                | No clasificó                | No clasificó                |
| 2007          | No participó                | No participó                | No participó                | No participó                | No participó                | No participó                | No participó                |
| 2011          | No clasificó                | No clasificó                | No clasificó                | No clasificó                | No clasificó                | No clasificó                | No clasificó                |
| 2015          | No clasificó                | No clasificó                | No clasificó                | No clasificó                | No clasificó                | No clasificó                | No clasificó                |
| 2019          | No clasificó                | No clasificó                | No clasificó                | No clasificó                | No clasificó                | No clasificó                | No clasificó                |
| 2023          | Cuartos de final            | 5                           | 1                           | 2                           | 2                           | 3                           | 4                           |
| 2027          | Por definir                 | Por definir                 | Por definir                 | Por definir                 | Por definir                 | Por definir                 | Por definir                 |
| Total         | 1/18                        | 5                           | 1                           | 2                           | 2                           | 3                           | 4                           |

### Copa Desafío de la AFC
| Copa Desafío de la AFC | Copa Desafío de la AFC | Copa Desafío de la AFC | Copa Desafío de la AFC | Copa Desafío de la AFC | Copa Desafío de la AFC | Copa Desafío de la AFC | Copa Desafío de la AFC |
| Año                    | Ronda                  | J                      | G                      | E                      | P                      | GF                     | GC                     |
| ---------------------- | ---------------------- | ---------------------- | ---------------------- | ---------------------- | ---------------------- | ---------------------- | ---------------------- |
| 2006                   | Campeón                | 6                      | 5                      | 0                      | 1                      | 18                     | 2                      |
| 2008                   | Subcampeón             | 5                      | 2                      | 2                      | 1                      | 7                      | 5                      |
| 2010                   | Tercer lugar           | 5                      | 3                      | 0                      | 2                      | 8                      | 5                      |
| 2012                   | Fase de grupos         | 3                      | 1                      | 0                      | 2                      | 3                      | 4                      |
| 2014                   | No clasificó           | No clasificó           | No clasificó           | No clasificó           | No clasificó           | No clasificó           | No clasificó           |
| Total                  | 4/5                    | 19                     | 11                     | 2                      | 6                      | 36                     | 16                     |

### Copa de Naciones CAFA
| Copa de Naciones CAFA | Copa de Naciones CAFA | Copa de Naciones CAFA | Copa de Naciones CAFA | Copa de Naciones CAFA | Copa de Naciones CAFA | Copa de Naciones CAFA | Copa de Naciones CAFA |
| Año                   | Ronda                 | J                     | G                     | E                     | P                     | GF                    | GC                    |
| --------------------- | --------------------- | --------------------- | --------------------- | --------------------- | --------------------- | --------------------- | --------------------- |
| 2023                  | Fase de grupos        | 3                     | 0                     | 2                     | 1                     | 3                     | 7                     |
| Total                 | 1/1                   | 3                     | 0                     | 2                     | 1                     | 3                     | 7                     |

## Palmarés
- Copa Desafío de la AFC: 2006.
- Torneos amistosos:
  - King's Cup: 2022.

## Entrenadores
| #  | Nombre                      | Nacionalidad                             | Periodo       | Juegos | Ganados | Empatados | Perdidos | % Rendimiento |
| -- | --------------------------- | ---------------------------------------- | ------------- | ------ | ------- | --------- | -------- | ------------- |
| 1  | Sharif Nazarov              | Bandera de Tayikistán                    | 1992–1994     |        |         |           |          |               |
| 2  | Vladimir Gulyamkhaydarov    | Bandera de Tayikistán                    | 1994–1995     |        |         |           |          |               |
| 3  | Abdulla Muradov             | Bandera de Tayikistán                    | c.1996        |        |         |           |          |               |
| 4  | Sharif Nazarov              | Bandera de Tayikistán                    | c.2003        | 9      | 4       | 2         | 2        | 45%           |
| 5  | Zoir Babaev                 | Bandera de Tayikistán                    | 2004          | 6      | 2       | 1         | 3        | 34%           |
| 6  | Sharif Nazarov              | Bandera de Tayikistán                    | 2004–2006     | 11     | 6       | 2         | 3        | 55%           |
| 7  | Makhmadjon Khabibulloev     | Bandera de Tayikistán                    | 2007          | 7      | 1       | 3         | 3        | 14%           |
| 8  | Pulod Kodirov               | Bandera de Tayikistán                    | 2008-2011     | 17     | 10      | 4         | 3        | 59%           |
| 9  | Alimzhon Rafikov            | Bandera de Tayikistán · Bandera de Rusia | 2011–2012     | 5      | 0       | 0         | 5        | 0%            |
| 10 | Kemal Alispahić             | Bandera de Bosnia y Herzegovina          | 2012          | 4      | 1       | 1         | 2        | 25%           |
| 11 | Nikola Kavazović            | Bandera de Serbia                        | 2012-2013     | 5      | 3       | 0         | 2        | 60%           |
| 12 | Mubin Ergashev (interino)   | Bandera de Tayikistán                    | 2013          | 1      | 1       | 0         | 0        | 100%          |
| 13 | Mukhsin Mukhamadiev         | Bandera de Tayikistán · Bandera de Rusia | 2013-2015     | 2      | 2       | 0         | 0        | 100%          |
| 14 | Mubin Ergashev              | Bandera de Tayikistán                    | 2015-2016     | 6      | 1       | 0         | 5        | 16.67%        |
| 15 | Khakim Fuzailov             | Bandera de Tayikistán                    | 2016-2018     | 4      | 0       | 1         | 3        | 8.33%         |
| 16 | Alisher Tuhtayev (interino) | Bandera de Tayikistán                    | 2018          | 5      | 0       | 2         | 3        | 13.33%        |
| 17 | Usmon Toshev                | Bandera de Uzbekistán                    | 2018-2021     | 22     | 6       | 4         | 12       | 27.3%         |
| 18 | Mubin Ergashev (interino)   | Bandera de Tayikistán                    | 2021          | 1      | 0       | 0         | 1        | 0%            |
| 19 | Petar Šegrt                 | Bandera de Croacia                       | 2022-2024     | 24     | 9       | 10        | 5        | 51.38%        |
| 20 | Gela Shekiladze             | Bandera de Georgia                       | 2024-presente |        |         |           |          |               |

## Jugadores

### Más apariciones
Actualizado en junio de 2024
| #  | Nombre               | Apariciones | Goles | Periodo       |
| -- | -------------------- | ----------- | ----- | ------------- |
| 1  | Akhtam Nazarov       | 83          | 5     | 2012–presente |
| 2  | Davron Erghashev     | 72          | 8     | 2008–2022     |
| 3  | Fatkhullo Fatkhuloev | 68          | 9     | 2007–2022     |
| 4  | Amirbek Dzhuraboev   | 57          | 0     | 2014–act.     |
| 5  | Ekhson Pandzhshanbe  | 54          | 5     | 2016-act.     |
| 6  | Manuchekhr Dzhalilov | 52          | 20    | 2011–act.     |
| 7  | Parvizdzhon Umarbaev | 50          | 10    | 2015-act.     |
| 8  | Nuriddin Davronov    | 50          | 8     | 2008–2024     |
| 9  | Dilshod Vasiev       | 50          | 8     | 2006–2022     |
| 10 | Ibrahim Rabimov      | 45          | 7     | 2004–2015     |

### Máximos goleadores
| #  | Nombre                | Goles | Apariciones | Promedio | Periodo   |
| -- | --------------------- | ----- | ----------- | -------- | --------- |
| 1  | Manuchekhr Dzhalilov  | 20    | 52          | 0.43     | 2011–act. |
| 2  | Yusuf Rabiev          | 15    | 40          | 0.38     | 2003–2015 |
| 3  | Numonjon Hakimov      | 14    | 34          | 0.41     | 2003–2011 |
| 4  | Tokhirjon Muminov     | 10    | 24          | 0.42     | 1992–2002 |
| 5  | Parvizdzhon Umarbaev  | 10    | 50          | 0.20     | 2015–act. |
| 6  | Ibrahim Rabimov       | 9     | 45          | 0.2      | 2004–2015 |
| 7  | Fatkhullo Fatkhuloev  | 9     | 68          | 0.13     | 2007–2022 |
| 8  | Dzhomikhon Mukhidinov | 8     | 32          | 0.25     | 2003–2010 |
| 9  | Nuriddin Davronov     | 8     | 50          | 0.16     | 2008–2024 |
| 10 | Davron Erghashev      | 8     | 72          | 0.11     | 2008–2022 |

- Fuente: RSSSF. 
En negrita significa que el jugador continúa en activo.

### Última convocatoria
| No. | Pos. | Jugador                   | Fecha de nacimiento (edad)         | Apa. | Goles | Club                 |
| --- | ---- | ------------------------- | ---------------------------------- | ---- | ----- | -------------------- |
| 1   | POR  | Rustam Yatimov            | 13 de julio de 1998 (27 años)      | 29   | 0     | Istiklol             |
| 16  | POR  | Shokhrukh Kirgizboev      | 1 de mayo de 2002 (23 años)        | 6    | 0     | Khujand              |
| 22  | POR  | Mukhriddin Khasanov       | 23 de septiembre de 2002 (22 años) | 1    | 0     | Istiklol             |
|     |      |                           |                                    |      |       |                      |
| 2   | DEF  | Zoir Juraboev             | 16 de septiembre de 1998 (26 años) | 23   | 1     | Surkhon Termez       |
| 4   | DEF  | Siyovush Asrorov          | 21 de julio de 1992 (33 años)      | 42   | 0     | Istiklol             |
| 5   | DEF  | Manuchehr Safarov         | 31 de mayo de 2001 (24 años)       | 22   | 0     | Lokomotiv Tashkent   |
| 6   | DEF  | Vahdat Hanonov            | 25 de julio de 2000 (25 años)      | 18   | 0     | Persepolis           |
| 12  | DEF  | Mekhrubon Karimov         | 9 de enero de 2004 (21 años)       | 3    | 0     | Dinamo-Auto Tiraspol |
| 13  | DEF  | Alidzhoni Karomatullozoda | 5 de mayo de 1999 (26 años)        | 4    | 0     | Istiklol             |
| 19  | DEF  | Akhtam Nazarov            | 29 de septiembre de 1992 (32 años) | 68   | 5     | Istiklol             |
| 24  | DEF  | Daler Imomnazarov         | 31 de mayo de 1995 (30 años)       | 4    | 0     | Istiklol             |
|     |      |                           |                                    |      |       |                      |
| 3   | MED  | Khurshed Abdulloev        | 15 de mayo de 2000 (25 años)       | 0    | 0     | CSKA Pamir Dushanbe  |
| 7   | MED  | Parvizdzhon Umarbayev     | 1 de noviembre de 1994 (30 años)   | 36   | 7     | CSKA 1948 Sofia      |
| 8   | MED  | Amirbek Juraboev          | 13 de abril de 1996 (29 años)      | 46   | 0     | United City          |
| 9   | MED  | Komron Tursunov           | 24 de abril de 1996 (29 años)      | 25   | 6     | Churchill Brothers   |
| 10  | MED  | Alisher Dzhalilov         | 29 de agosto de 1993 (31 años)     | 14   | 4     | AGMK                 |
| 11  | MED  | Mukhammadzhon Rakhimov    | 15 de octubre de 1998 (26 años)    | 42   | 2     | Istiklol             |
| 17  | MED  | Ekhson Pandzhshanbe       | 12 de mayo de 1999 (26 años)       | 38   | 4     | Zob Ahan             |
| 18  | MED  | Khusrav Toirov            | 1 de agosto de 2004 (20 años)      | 0    | 0     | Atyrau               |
| 20  | MED  | Salam Ashurmamadov        | 18 de marzo de 2003 (22 años)      | 0    | 0     | Broke Boys           |
| 26  | MED  | Alidzhoni Ayni            | 6 de agosto de 2004 (20 años)      | 6    | 0     | Krasnodar-2          |
| 27  | MED  | Murodali Aknazarov        | 19 de noviembre de 2004 (20 años)  | 0    | 0     | Antalyaspor          |
| 28  | MED  | Azizbek Khaitov           | 18 de marzo de 2003 (22 años)      | 0    | 0     | Dynamo Dushanbe      |
|     |      |                           |                                    |      |       |                      |
| 14  | DEL  | Rustam Soirov             | 12 de septiembre de 2002 (22 años) | 9    | 0     | Levadia Tallinn      |
| 15  | DEL  | Shervoni Mabatshoev       | 4 de diciembre de 2000 (24 años)   | 11   | 3     | Istiklol             |
| 21  | DEL  | Manuchekhr Dzhalilov      | 27 de septiembre de 1990 (34 años) | 46   | 20    | Istiklol             |
| 23  | DEL  | Shahrom Samiev            | 8 de febrero de 2001 (24 años)     | 17   | 4     | Isloch Minsk         |
| 25  | DEL  | Nuriddin Khamrokulov      | 25 de octubre de 1999 (25 años)    | 7    | 0     | Khatlon              |

## Récord ante otras selecciones
Actualizado al 25 de marzo de 2025.
| País                   | J   | G  | E  | P  | GF  | GC  | GD  | % Victoria |
| ---------------------- | --- | -- | -- | -- | --- | --- | --- | ---------- |
| Afganistán             | 7   | 6  | 1  | 0  | 15  | 2   | +13 | 85.71%     |
| Arabia Saudita         | 3   | 0  | 1  | 2  | 1   | 5   | -4  | 0%         |
| Australia              | 2   | 0  | 0  | 2  | 0   | 10  | -10 | 0%         |
| Azerbaiyán             | 1   | 0  | 0  | 1  | 2   | 3   | -1  | 0%         |
| Baréin                 | 5   | 0  | 2  | 3  | 1   | 11  | -10 | 0%         |
| Bangladés              | 10  | 7  | 2  | 1  | 29  | 5   | +24 | 70%        |
| Bielorrusia            | 2   | 0  | 0  | 2  | 1   | 11  | -10 | 0%         |
| Birmania               | 5   | 4  | 0  | 1  | 15  | 4   | +11 | 80%        |
| Bután                  | 1   | 1  | 0  | 0  | 3   | 1   | +2  | 100%       |
| Brunéi                 | 1   | 1  | 0  | 0  | 4   | 0   | +4  | 100%       |
| Camboya                | 1   | 1  | 0  | 0  | 3   | 0   | +3  | 100%       |
| Catar                  | 5   | 1  | 0  | 4  | 3   | 11  | -8  | 20%        |
| Corea del Norte        | 6   | 1  | 1  | 4  | 2   | 6   | -4  | 16.67%     |
| Corea del Sur          | 1   | 0  | 0  | 1  | 1   | 4   | -3  | 0%         |
| China                  | 6   | 0  | 2  | 4  | 1   | 9   | -8  | 0%         |
| Emiratos Árabes Unidos | 3   | 0  | 2  | 1  | 3   | 4   | -1  | 0%         |
| Estonia                | 1   | 0  | 0  | 1  | 1   | 2   | -1  | 0%         |
| Filipinas              | 7   | 1  | 2  | 4  | 7   | 11  | -4  | 14.29%     |
| Guam                   | 1   | 1  | 0  | 0  | 16  | 0   | +16 | 100%       |
| Hong Kong              | 3   | 2  | 1  | 0  | 3   | 1   | +2  | 66.67%     |
| India                  | 5   | 3  | 1  | 1  | 11  | 7   | +4  | 60%        |
| Irán                   | 3   | 0  | 0  | 3  | 1   | 13  | -12 | 0%         |
| Irak                   | 2   | 0  | 1  | 1  | 1   | 2   | -1  | 0%         |
| Japón                  | 4   | 0  | 0  | 4  | 1   | 19  | -18 | 0%         |
| Jordania               | 7   | 1  | 1  | 5  | 3   | 13  | -10 | 14.29%     |
| Kazajistán             | 5   | 0  | 1  | 4  | 3   | 9   | -6  | 0%         |
| Kuwait                 | 2   | 0  | 0  | 2  | 1   | 5   | -4  | 0%         |
| Kirguistán             | 14  | 8  | 3  | 3  | 16  | 10  | +6  | 57.14%     |
| Líbano                 | 2   | 1  | 0  | 1  | 2   | 2   | 0   | 50%        |
| Macao                  | 2   | 2  | 0  | 0  | 7   | 0   | +7  | 100%       |
| Malasia                | 4   | 2  | 1  | 1  | 6   | 2   | +4  | 50%        |
| Maldivas               | 3   | 2  | 1  | 0  | 5   | 0   | +5  | 66.67%     |
| Mongolia               | 2   | 2  | 0  | 0  | 4   | 0   | +4  | 100%       |
| Nepal                  | 4   | 4  | 0  | 0  | 11  | 1   | +10 | 100%       |
| Omán                   | 6   | 1  | 2  | 3  | 9   | 12  | -3  | 16.67%     |
| Pakistán               | 4   | 4  | 0  | 0  | 12  | 1   | +9  | 100%       |
| Palestina              | 4   | 0  | 3  | 1  | 4   | 6   | -2  | 0%         |
| Rusia                  | 1   | 0  | 1  | 0  | 0   | 0   | 0   | 0%         |
| Singapur               | 4   | 2  | 1  | 1  | 4   | 3   | +1  | 50%        |
| Siria                  | 9   | 3  | 1  | 5  | 11  | 8   | +3  | 33.33%     |
| Sri Lanka              | 4   | 3  | 1  | 0  | 11  | 3   | +8  | 75%        |
| Tailandia              | 3   | 1  | 1  | 1  | 3   | 3   | 0   | 33.33%     |
| Timor Oriental         | 1   | 1  | 0  | 0  | 1   | 0   | +1  | 100%       |
| Trinidad y Tobago      | 1   | 1  | 0  | 0  | 2   | 1   | +1  | 100%       |
| Turkmenistán           | 7   | 3  | 2  | 2  | 11  | 6   | +5  | 42.86%     |
| Uganda                 | 1   | 0  | 1  | 0  | 1   | 1   | 0   | 0%         |
| Uzbekistán             | 9   | 1  | 2  | 6  | 8   | 21  | -13 | 11.11%     |
| Vietnam                | 2   | 2  | 0  | 0  | 8   | 0   | +8  | 100%       |
| Yemen                  | 4   | 1  | 1  | 2  | 3   | 4   | -1  | 25%        |
| Total                  | 190 | 74 | 39 | 77 | 271 | 253 | +18 | 38.83%     |